# Piero Gheddo
Piero Gheddo (Tronzano Vercellese, 10 de março de 1929 – Cesano Boscone, 20 de dezembro de 2017) foi um missionário, jornalista e escritor italiano.
Filho de Giovanni Gheddo e Rosetta Franzi, e mais velho de três irmãos, frequentou o seminário diocesano de Moncrivello, na província de Vercelli, depois ingressou no Pontifício Instituto das Missões Estrangeiras (PIME) em 1945 e foi ordenado sacerdote em 1953.
Foi um dos fundadores da Editrice Missionaria Italiana (EMI) em 1955 e da Mani Tese em 1963. Desde 1994 é diretor do escritório histórico do PIME em Roma. Dirigiu a revista "Mondo e Missione" de 1959 a 1994), foi fundador e diretor da agência de informação "Asia News" em 1987, dirigiu também a revista juvenil "Italia Missionaria", de 1953 a 1958 e de 1975 até 1991).
O Padre Gheddo colaborou com vários jornais italianos, incluindo Avvenire, L'Osservatore Romano, Il Giornale, Gente, Epoca, Famiglia Cristiana e Messaggero di Sant'Antonio. De 1993 a 1995 apresentou o Evangelho Dominical na Rai 1. Em 1988 apresentou o programa religioso Parole di vita durante três meses, de outubro a dezembro, na Rádio 2.
No dia 18 de fevereiro de 2006 teve início a causa de beatificação dos pais do Padre Gheddo, Rosetta Franzi e Giovanni Gheddo. O primeiro morreu em 1934 de partos gêmeos e pneumonia aos 32 anos, o segundo em dezembro de 1942 aos 42 anos, durante a Segunda Guerra Mundial na Rússia, da qual participou como capitão de artilharia da divisão Cosseria. Tendo recebido a ordem de retirada, embora em 17 de dezembro de 1942 pudesse ter alcançado a segurança com os seus soldados, permaneceu no hospital de campanha com os feridos intransportáveis, no lugar do seu jovem segundo-tenente, cuja vida assim salvou. Por este ato heróico foi agraciado com a medalha de valor militar. Junto com ele, o padre Pio Chiesa (Montà d'Alba, Cuneo 1897 - Krasnj 1942), capelão jesuíta posteriormente desaparecido e medalha de prata por valor militar, também quis ficar com os feridos no hospital. Piero Gheddo fala sobre esses fatos em seu livro O Testamento do Capitão. Meu pai Giovanni desapareceu na Rússia em 1942 (2008).
Gheddo era conhecido por sua atividade como jornalista-missionário e por suas posturas contra a guerra do Vietnã e contra a antiglobalização. Ele propôs boicotar as Olimpíadas de 2008 na China para libertar a Birmânia.
Devido a problemas de saúde, estava na Fundação Sagrada Família de Cesano Boscone desde 2014. Ele morreu na manhã de 20 de dezembro de 2017, aos 88 anos.
O Padre Gheddo realizou inúmeras viagens a todos os continentes, que conta nos seus livros e nos seus discursos na rádio ou na televisão.